# 陈邦颜
陈邦颜（1533年—1568年），字献祉，號春臺，福建泉州府晋江县（今福建泉州）人，明朝政治人物。进士出身。

## 生平
嘉靖三十四年（1555年）乙卯科福建乡试第四十九名举人，四十一年（1562年），登壬戌科会试七十九名，廷试三甲三十名進士。授直隸华亭县知县一职。隆慶二年（1568年）五月升兵科给事中，因反對設置南京供应机房织造，而忤旨，夺俸。因病辭職歸鄉，卒於途中。

## 家族
曾祖陳本善。祖父陳瓛。父陳和。嫡母梁氏；生母卜氏。慈侍下。弟邦顯。